# Pfarrkirche Stopfenreuth

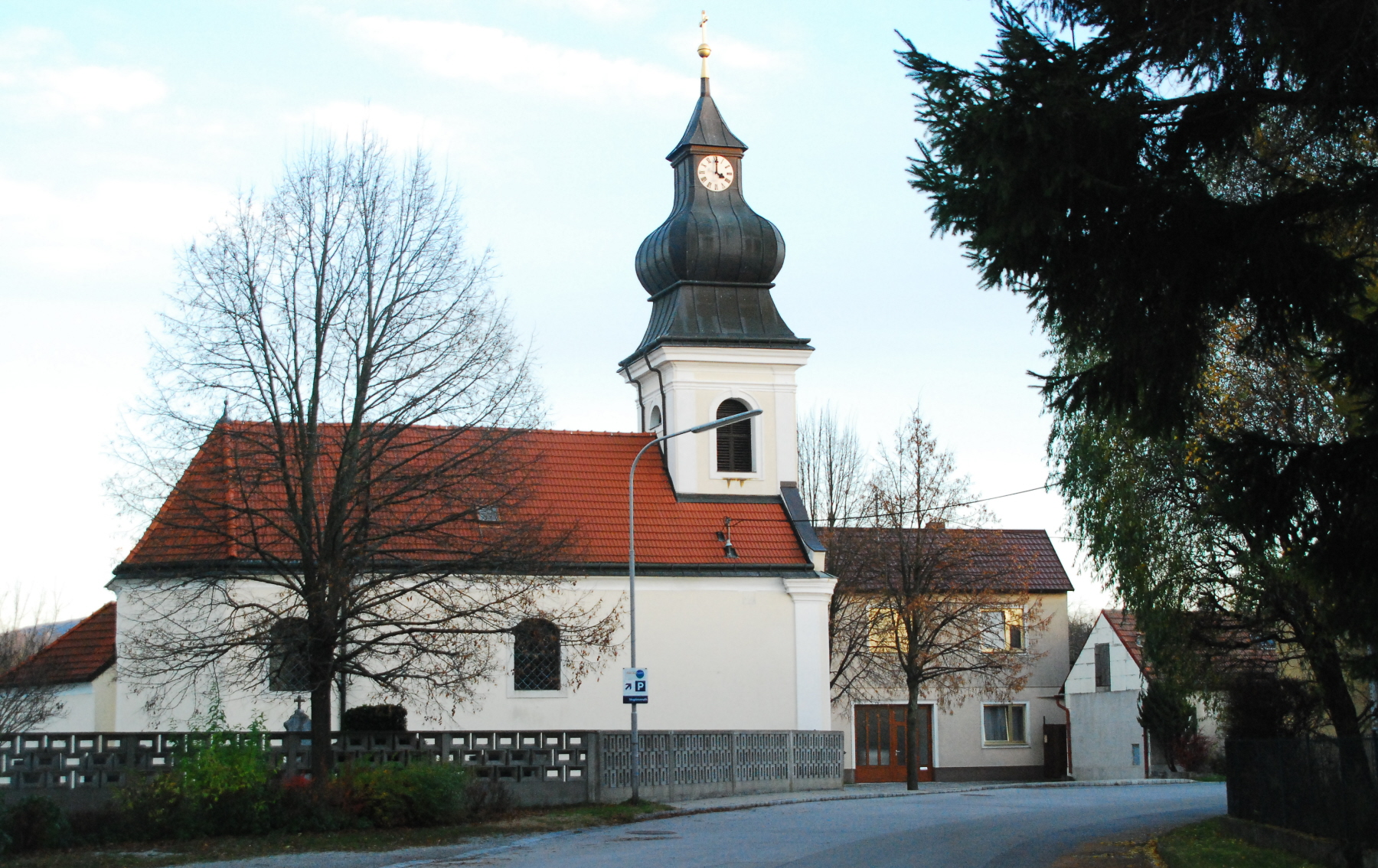
Kath. Pfarrkirche hl. Johannes Nepomuk in Stopfenreuth

Die römisch-katholische Pfarrkirche Stopfenreuth steht in der Ortschaft Stopfenreuth in der Gemeinde Engelhartstetten im Bezirk Gänserndorf in Niederösterreich. Sie ist dem heiligen Johannes Nepomuk geweiht und gehört zum Dekanat Marchfeld im Vikariat Unter dem Manhartsberg der Erzdiözese Wien. Das Bauwerk steht unter Denkmalschutz.

## Lagebeschreibung
Die Pfarrkirche bildet den nördlichen Dorfabschluss von Stopfenreuth.

## Geschichte
Bereits um 1200 bestand in Stopfenreuth eine Pfarre. Nach einer zwischenzeitlichen Aufhebung wurde die Pfarre 1784 wiedererrichtet. Die heutige barocke Dorfkirche wurde 1737 erbaut.

## Kirchenbau
Kirchenäußeres
Die gedrungene Kirche hat eine pilastergegliederte Westturmfassade mit umlaufenden Gesims. Darüber ist ein giebelförmigerÜbergang zum Fassadenturm mit Zwiebelhelm und großen rundbogigen Schallfenstern. Das Langhaus ist schlicht gestaltet und weist Rundbogenfenster auf. Der Chor ist leicht eingezogen. Im Osten schließt ein Sakristeianbau an die Kirche an.
Kircheninneres
Das Langhaus ist flach gedeckt. Darunter ist ein umlaufendes Gesims. Der Chor ist etwas erhöht und schließt im 3/8 ab.

## Ausstattung
Über der Altarmensa hängt an der Chorschlusswand ein bemerkenswertes Bild aus der Zeit um 1700, das das Fest „Mariä Hilmmelfahrt“ zeigt. Es wird von adorierenden Engeln, die vom ehemaligen Hochaltar stammen, flankiert. Der Seitenaltar mit dem Gnadenbild „Mariahilf“ stammt aus dem 18. Jahrhundert. Der Altarraum ist in voller Ursprünglichkeit erhalten und hat nach der Liturgiereform von 1969 keinen Volksaltar eingebaut bekommen, was inzwischen in Niederösterreich äußerst selten ist.

## Orgel
Die Orgel aus 184x wurde von Franz Ullmann gebaut.